# غوهرين (غوغر)
غوهرین (بالفارسية: گوهرین) (بالفارسية: گوهرین) هي قرية تقع في إيران في قسم غوغر الريفي.